# Myschljatytschi
Myschljatytschi (ukrainisch Мишлятичі; russisch Мышлятичи, polnisch Myślatycze) ist ein Dorf in der westukrainischen Oblast Lwiw mit etwa 600 Einwohnern.
Am 12. Juni 2020 wurde das Dorf ein Teil neu gegründeten Landgemeinde Schehyni im Rajon Jaworiw; bis dahin bildete es zusammen mit den Dörfern Hankowytschi (Ганьковичі), Konjuschky (Конюшки), Lypky (Липки), Tamanowytschi (Тамановичі) und Tolukowytschi (Толуковичі) die Landratsgemeinde Myschljatytschi (Мишлятицька сільська рада/Myschljatyzka silska rada) im Rajon Mostyska.

## Geschichte
Der Ort wurde im späten 14. Jahrhundert erwähnt und 1442 wurde eine römisch-katholische Pfarrei des Bistums Przemyśl errichtet.
Politisch gehörte die Ortschaft zunächst zum Przemyśler Land in der Woiwodschaft Ruthenien der Adelsrepublik Polen-Litauen. Bei der Ersten Teilung Polens kam das Dorf 1772 zum neuen Königreich Galizien und Lodomerien des habsburgischen Kaiserreichs (ab 1804).
Im Jahre 1900 hatte die Gemeinde Myślatycze im Bezirk Mościska 140 Häuser mit 756 Einwohnern, davon waren 525 Ruthenischsprachige, 231 Polnischsprachige, 492 waren griechisch-katholisch, 235 römisch-katholisch, 29 jüdischer Religion.
Nach dem Zerfall Österreich-Ungarns zum Ende des Ersten Weltkriegs wurde das Dorf zunächst Bestandteil der Westukrainischen Volksrepublik und nach dem Polnisch-Ukrainischen Krieg kam die Gemeinde 1919 zu Polen. Im Jahre 1921 hatte sie 148 Häuser mit 882 Einwohnern, davon waren 461 Polen, 408 Ruthenen, 13 jüdischer Nationalität, 451 waren griechisch-katholisch, 395 römisch-katholisch, 36 jüdischer Religion.
1907 wurde eine neobyzantinische griechisch-katholische Kirche und in den Jahren 1909 bis 1911 eine neogotische römisch-katholische Kirche erbaut. 1957 wurde die polnische Kirche geschlossen, 1989 wieder eröffnet.
Im Zweiten Weltkrieg gehörte das Dorf nach der Sowjetischen Besetzung Ostpolens zuerst zur Sowjetunion und nach der Eroberung durch die Wehrmacht ab 1941 zum Generalgouvernement. Nach dem Krieg fiel es 1945 wieder an die Ukrainische SSR innerhalb der Sowjetunion und nach deren Zerfall 1991 zur unabhängigen Ukraine.